# Copa América 2001
Copa América 2001 blev afholdt i Colombia i perioden fra den 11. til den 29. juli 2001. Turneringen blev arrangeret af CONMEBOL, der er Sydamerikas fodboldforbund. Arrangementet blev præget af, at Argentinas fodboldlandshold meldte afbud grundet modtagne trusler mod holdet. Udover landshold fra Sydamerika deltog tillige hold fra Mexico, Honduras og Costa Rica. Turneringen blev vundet af Colombia, der i finalen besejrede Mexico.

## Målscorere
| 6 mål - Víctor Aristizábal 5 mål - Paulo César Wanchope | 3 mål - Cristian Montecinos - Amado Guevara - Saul Martínez | 2 mål - Denilson - Agustín Delgado - Jared Borgetti - Virgilio Ferreira |

1 mål
| - Alex - Juliano Belletti - Guilherme - Marcelo Corrales - Reinaldo Navia - Eulalio Arriaga - Gerardo Bedoya - Grisales - Giovanny Hernández - Iván Córdoba - Steven Bryce | - Rolando Fonseca - Cléber Chalá - Ángel Fernández - Edison Méndez - Júnior Izaguirre - Jesús Arellano - Alberto García Aspe - Daniel Osorno - Guido Alvarenga - Silvio Garay - José del Solar | - Roberto Holsen - Abel Lobatón - Juan Pajuelo - Joe Bizera - Javier Chevantón - Carlos Morales - Rodrigo Lemos - Martín Lima - Andrés Martínez - Richard Morales |

4°36′N 74°05′V / 4.6°N 74.08°V